# Férfi négyesbob az 1964. évi téli olimpiai játékokon
Az 1964. évi téli olimpiai játékokon a bob férfi négyes versenyszámát február 5-én és 7-én rendezték Iglsben. Az aranyérmet a kanadai Vic Emery, Peter Kirby, Doug Anakin, John Emery összeállítású négyes nyerte. A versenyszámban nem vett részt magyar csapat.

## Eredmények
A verseny négy futamból állt. A négy futam időeredményének összessége határozta meg a végső sorrendet. Az időeredmények másodpercben értendők. A futamok legjobb időeredményei vastagbetűvel olvashatóak.
| Helyezés | Csapat                                                                                            | 1.      | 2.      | 3.      | 4.      | Össz.         |
| -------- | ------------------------------------------------------------------------------------------------- | ------- | ------- | ------- | ------- | ------------- |
| Arany    | Kanada (CAN)-1 · Vic Emery · Peter Kirby · Doug Anakin · John Emery                               | 1:02,99 | 1:03,82 | 1:03,64 | 1:04,01 | 4:14,46       |
| Ezüst    | Ausztria (AUT)-1 · Erwin Thaler · Adolf Koxeder · Josef Nairz · Reinhold Durnthaler               | 1:03,67 | 1:03,94 | 1:03,74 | 1:04,13 | 4:15,48       |
| Bronz    | Olaszország (ITA)-2 · Eugenio Monti · Sergio Siorpaes · Benito Rigoni · Gildo Siorpaes            | 1:03,43 | 1:04,07 | 1:04,02 | 1:04,08 | 4:15,60       |
| 4.       | Olaszország (ITA)-1 · Sergio Zardini · Sergio Mocellini · Ferruccio Dalla Torre · Romano Bonagura | 1:03,95 | 1:04,10 | 1:03,59 | 1:04,25 | 4:15,89       |
| 5.       | Egyesült Német Csapat (EUA)-1 · Franz Schelle · Ludwig Siebert · Josef Sterff · Otto Göbl         | 1:04,21 | 1:03,50 | 1:04,15 | 1:04,33 | 4:16,19       |
| 6.       | Egyesült Államok (USA)-1 · Bill Hickey · Reg Benham · Bill Dundon · Chuck Pandolph                | 1:03,90 | 1:04,11 | 1:04,43 | 1:04,79 | 4:17,23       |
| 7.       | Ausztria (AUT)-2 · Paul Aste · Herbert Gruber · Andreas Arnold · Hans Stoll                       | 1:04,65 | 1:04,40 | 1:04,43 | 1:04,25 | 4:17,73       |
| 8.       | Svájc (SUI)-2 · Herbert Kiesel · Bernhard Wild · Hansruedi Beugger · Oskar Lory                   | 1:04,33 | 1:04,54 | 1:04,65 | 1:04,60 | 4:18,12       |
| 9.       | Egyesült Német Csapat (EUA)-2 · Franz Wörmann · Anton Wackerle · Rupert Grasegger · Hubert Braun  | 1:04,47 | 1:04,42 | 1:05,25 | 1:04,54 | 4:18,68       |
| 10.      | Svájc (SUI)-1 · Hans Zoller · Hans Kleinpeter · Fritz Lüdi · Robert Zimmermann                    | 1:04,83 | 1:04,52 | 1:04,97 | 1:04,73 | 4:19,05       |
| 11.      | Svédország (SWE) · Kjell Holmström · Walter Aronson · Kjell Lutteman · Carl-Erik Eriksson         | 1:04,26 | 1:04,04 | 1:04,56 | 1:06,38 | 4:19,24       |
| 12.      | Nagy-Britannia (GBR)-1 · Tony Nash · Guy Renwick · David Lewis · Robin Dixon                      | 1:04,56 | 1:05,07 | 1:04,64 | 1:05,13 | 4:19,40       |
| 13.      | Nagy-Britannia (GBR)-2 · Bill McCowen · Robin Widdows · Robin Seel · Andrew Hedges                | 1:04,49 | 1:04,68 | 1:05,53 | 1:04,73 | 4:19,43       |
| 14.      | Kanada (CAN)-2 · Monty Gordon · Chris Ondaatje · David Hobart · Gordon Currie                     | 1:04,63 | 1:04,43 | 1:05,06 | 1:05,66 | 4:19,78       |
| 15.      | Románia (ROU) · Ion Panțuru · Gheorghe Maftei · Constantin Cotacu · Hariton Paşovschi             | 1:04,70 | 1:04,89 | 1:05,05 | 1:05,16 | 4:19,80       |
| 16.      | Argentína (ARG) · Héctor Tomasi · Carlos Alberto Tomasi · Hernán Agote · Fernando Rodríguez       | 1:05,74 | 1:06,08 | 1:07,07 | 1:06,62 | 4:25,51       |
| 17.      | Belgium (BEL) · Jean de Crawhez · Thierry De Borchgrave · Camille Liénard · Jean-Marie Buisset    | 1:07,46 | 1:05,56 | 1:06,51 | 1:06,31 | 4:25,84       |
| –        | Egyesült Államok (USA)-2 · Larry McKillip · Bob Rogers · Mike Baumgartner · Jim Lamy              | 1:03,92 | 1:04,22 | –       | –       | nem ért célba |